# Batalla de Glendale
La Batalla de Glendale, también conocida como la Batalla de Frayser's Farm, Frazier's Farm, Nelson's Farm, Charles City Crossroads, New Market Road, o Riddell's Shop, tuvo lugar el 30 de junio de 1862, en el Condado de Henrico, Virginia, en el sexto día de las Batallas de los Siete Días (Campaña de la Península) de la guerra civil estadounidense.
Las divisiones confederadas de los  Mayores Generales Benjamin Huger, James Longstreet y A.P. Hill se encontraron con el Ejército de la Unión en retirada, en los alrededores de Glendale o de la Granja de Frayser. Los ataques de Longstreet y Hill penetraron la defensa de la Unión cerca de la Iglesia Willis.  Los contraataques de la Unión sellaron la ruptura y salvaron su línea de retirada a lo largo de Willis Church Road.  El avance de Huger se detuvo en el camino de Charles City.  Las divisiones dirigidas por el general de división Thomas J. "Stonewall" Jackson fueron retrasadas por el cuerpo del general de brigada William B. Franklin en White Oak Swamp.  El general de división confederado Theophilus H. Holmes hizo un débil intento de atacar el flanco izquierdo de la Unión en el Turkey Bridge pero fue rechazado.  Esta había sido la mejor oportunidad de Lee para aislar al ejército de la Unión del río James.  Esa noche, el ejército de la Unión estableció una posición fuerte en Malvern Hill.
Artículos principales:  Batallas de los Siete Días y Campaña Peninsular
Más información:  Teatro Oriental de la Guerra Civil Americana y Guerra Civil Americana

## Antecedentes
Las Batallas de los Siete Días comenzaron con un ataque de la Unión en la batalla menor de Oak Grove el 25 de junio de 1862, pero McClellan perdió rápidamente la iniciativa cuando Lee comenzó una serie de ataques en Beaver Dam Creek (Mechanicsville) el 26 de junio, Gaines's Mill el 27 de junio, las acciones menores en Garnett's y Golding's Farm el 27 y 28 de junio, y el ataque a la retaguardia de la Unión en Savage's Station el 29 de junio.  El Ejército del Potomac de McClellan continuó su retirada hacia la seguridad de Harrison's Landing en el río James.
Después de Gaines's Mill, McClellan dejó su ejército sin instrucciones claras sobre las rutas de retirada y sin nombrar a un segundo al mando.  El grueso del V Cuerpo (menos McCall), bajo el General de Brigada Fitz John Porter, se movió para ocupar Malvern Hill, mientras que los cuatro cuerpos restantes del Ejército del Potomac estaban operando esencialmente de forma independiente en su retirada de combate.  La mayoría de los elementos del ejército habían podido cruzar el arroyo White Oak Swamp para el mediodía del 30 de junio.  Alrededor de un tercio del ejército había llegado al río James, pero el resto seguía marchando entre White Oak Swamp y Glendale.  (Glendale era el nombre de una pequeña comunidad en la intersección de Charles City Road y Quaker Road, o Willis Church Road, que conducía sobre Malvern Hill hasta el río James). Después de inspeccionar la línea de marcha esa mañana, McClellan cabalgó hacia el sur y abordó el acorazado USS Galena en el James.
Lee ordenó a su Ejército del Norte de Virginia que se reuniera con las fuerzas de la Unión en retirada, atascadas en la inadecuada red de carreteras.  El Ejército del Potomac, al carecer de coherencia de mando general, presentó una línea defensiva discontinua y fragmentada.  Se ordenó a Stonewall Jackson que presionara a la retaguardia de la Unión en el cruce del pantano de White Oak, mientras que la mayor parte del ejército de Lee, unos 45.000 hombres, atacaría al Ejército del Potomac en pleno retiro en Glendale, a unas 2 millas (3,2 km) al suroeste, dividiéndolo en dos.  La división de Huger atacaría primero después de una marcha de 5 km (tres millas) por la carretera de Charles City, apoyada por Longstreet y A.P. Hill, cuyas divisiones estaban a unos 11 km (7 millas) al oeste, en un ataque masivo.  Holmes recibió la orden de cañonear a los federales en retirada cerca de Malvern Hill.

## Batalla
Como en la mayoría de las Batallas de los Siete Días, el plan de Lee fue mal ejecutado. Huger se vio frenado por los árboles talados que obstruían el camino de Charles City, resultado de los esfuerzos de las avanzadas de la división del general de brigada Henry W. Slocum. Huger hizo que sus hombres pasaran horas despejando un nuevo camino a través de los espesos bosques en lo que se conoció como la "Batalla de las Hachas". No tomó ninguna ruta alternativa y, temiendo un contraataque, no participó en la batalla. A las 4 p. m., Lee ordenó al General de División John B. Magruder que se uniera a Holmes en la carretera del río y atacara Malvern Hill, el flanco izquierdo de la línea de la Unión, luego le ordenó que ayudara a Longstreet, así que su división pasó el día contramarchando. Stonewall Jackson se movió lentamente y pasó todo el día al norte del arroyo, haciendo sólo débiles esfuerzos para cruzar y atacar al VI Cuerpo de Franklin en la Batalla de White Oak Swamp, intentando forzar al enemigo a retroceder mediante un infructuoso duelo de artillería para que se pudiera reconstruir un puente destruido, aunque había vados adecuados cerca. (A pesar de sus impresionantes victorias en la reciente Campaña del Valle, o posiblemente debido a la fatiga de esa campaña, las contribuciones de Jackson a los Siete Días se vieron empañadas por la lenta ejecución y el mal juicio a lo largo de todo el proceso). La presencia de Jackson causó que dos de las tres brigadas del General de Brigada John Sedgwick, que habían estado defendiendo el cruce de Charles City, se movieran al norte como refuerzos. La división de McCall había parado en el cruce de Charles City en su marcha para reunirse con Porter. Las inexpertas tropas de Holmes (de su Departamento de Carolina del Norte, adscrito al Ejército de Virginia del Norte) no hicieron ningún progreso contra Porter en el Turkey Bridge y Malvern Hill y fueron repelidas por el fuego de artillería y por las cañoneras federales Galena y Aroostook en el James.

### La artillería de Slocum se enfrenta a la de Huger
A las 2 p. m., mientras esperaban señales del esperado ataque de Huger, Lee, Longstreet y el presidente Confederado en visita, Jefferson Davis, estaban conferenciando a caballo cuando se encontraron bajo un fuerte fuego de artillería, hiriendo a dos hombres y matando a tres caballos. A.P. Hill, comandante en ese sector, ordenó al presidente y a los generales superiores que se pusieran en la retaguardia. Longstreet intentó silenciar las seis baterías de cañones federales que disparaban en su dirección, pero el fuego de artillería de largo alcance resultó ser inadecuado. Ordenó al coronel Micah Jenkins que cargara contra las baterías, lo que provocó un combate general alrededor de las 4 de la tarde.
Aunque tardíos y sin iniciarse como se había planeado, los asaltos de las divisiones de A.P. Hill y Longstreet, bajo el mando general de Longstreet, resultaron ser los únicos que siguieron la orden de Lee de atacar la concentración principal de la Unión. Los 20.000 hombres de Longstreet no fueron reforzados por las divisiones confederadas de Huger y Jackson, a pesar de que se concentraron en un radio de 4,8 km. Asaltaron la línea desarticulada de 40.000 hombres de la Unión, dispuesta en un arco de 3,2 km (2 millas) al norte y al sur de la intersección de Glendale, pero la mayor parte de la lucha se centró en la posición que ocupaba la división de reservas de Pensilvania del V cuerpo, 6.000 hombres a las órdenes del general de brigada George A. McCall, justo al oeste de la granja Nelson, al norte de Willis Church. (La granja era ahora propiedad de R.H. Nelson, pero muchos lugareños todavía la llamaban Frayser's o Frazier's Farm). La división de McCall incluía las brigadas del General de Brigada George G. Meade a la derecha y del General de Brigada Truman Seymour a la izquierda, con la brigada del General de Brigada John F. Reynolds (dirigida por el Coronel Séneca G. Simmons desde la captura de Reynolds en Boatswayne Swamp luego de Gaines's Mill) en la reserva.

### Contraataque confederado
Tres brigadas confederadas fueron enviadas al frente del asalto, de norte a sur: El general de brigada Cadmus M. Wilcox, el coronel Micah Jenkins (brigada de Anderson) y el general de brigada James L. Kemper. Longstreet les ordenó avanzar de forma gradual, durante varias horas. Los virginianos de Kemper cargaron primero a través de los espesos bosques y emergieron frente a cinco baterías de artillería de McCall. En su primera experiencia de combate, la brigada llevó a cabo un asalto desordenado pero entusiasta, que los llevó a través de los cañones y rompió la línea principal de McCall con el apoyo de Jenkins, seguido unas horas más tarde por la brigada de alabamienses de Wilcox. Las brigadas confederadas encontraron una fuerte resistencia de Meade y Seymour en un amargo combate cuerpo a cuerpo en el que los hombres se atacaron con bayonetas y usaron rifles como garrotes. Los oficiales incluso utilizaron sus espadas (normalmente ornamentales) como armas. Meade fue herido en el combate, dos de sus baterías de artillería fueron capturadas (la del teniente Alanson Randol y la del capitán James Cooper), pero una fue retomada. El coronel Simmons, comandante de la brigada de Reynolds, fue muerto en combate y McCall fue capturado cuando por error entró en el piquete confederado, buscando posiciones para colocar a sus hombres. El general de brigada Truman Seymour asumió el mando de la división. Los generales Sumner y Heintzelman fueron alcanzados por balas perdidas en los combates; el primero no sufrió ninguna herida grave, pero el segundo no pudo usar su mano derecha durante unas semanas. El capitán George Hazzard, al mando de la batería A del 4.ª de artillería estadounidense, también fue herido de muerte.
En el flanco norte de McCall, la división del general de brigada Philip Kearny resistió repetidos ataques confederados con refuerzos de la brigada de Caldwell y dos brigadas de la división de Slocum. En el flanco sur, la división del general de brigada Joseph Hooker repelió y en una ocasión contraatacó ataques menores. La división de Sedgwick, cuyas brigadas habían regresado de las cercanías del pantano de White Oak, se acercó para llenar un hueco tras un brutal contraataque. Los intensos combates continuaron hasta las 8:30 p. m. Longstreet comprometió prácticamente a todas las brigadas de las divisiones bajo su mando, mientras que en el lado de la Unión habían sido alimentadas individualmente para tapar los agujeros de la línea a medida que se producían.

## Repercusiones
La batalla no fue tácticamente concluyente, aunque Lee no logró su objetivo de impedir la huida de los federales y paralizar el ejército de McClellan, si no destruirlo. La actuación de Longstreet había sido pobre, enviando brigada tras brigada de forma poco sistemática, en vez de atacar con fuerza concentrada de la forma por la que se le conocería más tarde en la guerra. Tampoco recibió el apoyo de Huger y Jackson, como Lee había planeado. En lugar de atacar, ambos generales simplemente mantuvieron sus divisiones en el lado norte del pantano de White Oak y no lanzaron ninguna acción más que un ocasional intercambio de artillería. Las bajas de la Unión fueron 3.797 (297 muertos, 1.696 heridos y 1.804 desaparecidos o capturados). Las bajas confederadas fueron comparables en total -3.673 (638 muertos, 2.814 heridos y 221 desaparecidos)- pero más del 40% más altas en muertos y heridos. Longstreet perdió más de un cuarto de su división. Los generales de la Unión Meade, Heintzelman, Edwin V. Sumner y los generales confederados Joseph R. Anderson, Dorsey Pender y Winfield S. Featherston fueron heridos.
En la noche del 30 de junio, McClellan, que no había presenciado ninguno de los combates, telegrafió al Departamento de Guerra: "Mi ejército se ha comportado magníficamente y ha hecho todo lo que los hombres podían hacer. Si ninguno de nosotros escapa, al menos habremos hecho honor al país. Haré lo que pueda para salvar al Ejército". Más tarde pidió 50.000 refuerzos (que el Departamento de Guerra no tuvo oportunidad de proporcionar). "Con ellos, recuperaré nuestras fortunas". McClellan ha recibido críticas significativas de los historiadores sobre su participación en la batalla, navegando en el Galena fuera de contacto mientras sus hombres luchaban. Ethan Rafuse escribió que después de que McClellan supervisara el despliegue de tres cuerpos cerca del cruce de Glendale, lo que hizo a continuación "casi desafía la razón". ... A pesar de que sus hombres estaban en ese momento enfrascados en una feroz batalla cerca de Glendale ... pasó la tarde a bordo del Galena, cenando con el [capitán] Rodgers y viajando brevemente río arriba para observar el bombardeo de una división confederada que había sido vista marchando hacia el este a lo largo del camino del río hacia Malvern Hill". Brian K. Burton escribió que, "más que cualquier otro día, el juicio de McClellan el día 30 es sospechoso. Él había arreglado las comunicaciones de señal entre Malvern Hill y el río, pero ese es un pobre sustituto. Dejar unidades de cinco cuerpos diferentes en un punto vital sin un comandante general es llamar al desastre". Stephen W. Sears escribió que cuando McClellan desertó de su ejército en los campos de batalla de Glendale y Malvern Hill durante los Siete Días, fue culpable de abandono del deber".
Después de la batalla, Lee escribió: "Si los demás comandos hubieran cooperado en esta acción, el resultado hubiera sido más desastroso para el enemigo". El general de división confederado D.H. Hill fue aún más directo: "Si todas nuestras tropas hubieran estado en Frayser's Farm, no habría habido Malvern Hill". El general de brigada confederado Edward Porter Alexander escribió después de la guerra: "Nunca, ni antes ni después, el destino puso tal premio a nuestro alcance". Es mi creencia individual que en dos ocasiones en los cuatro años, estuvimos al alcance de éxitos militares tan grandes que podríamos haber esperado terminar la guerra con nuestra independencia. ... La primera fue en Bull Run [en] julio de 1861 ... Esta [segunda] oportunidad del 30 de junio de 1862 me parece como la mejor de todas".
Lee sólo tendría una oportunidad más de interceptar al ejército de McClellan antes de que llegara a la seguridad del río y al final de los Siete Días, en la Batalla de Malvern Hill el 1 de julio.
Parte de la batalla tuvo lugar en Gravel Hill, una comunidad establecida para los esclavos liberados por el cuáquero Robert Pleasants antes de 1800. Aunque lo que había sido la histórica Escuela de Gravel Hill fue destruida, fue reemplazada por la Iglesia Bautista de Gravel Hill en 1866, y la comunidad sigue siendo muy unida hoy en día.